# Instituto Nossa Senhora da Piedade

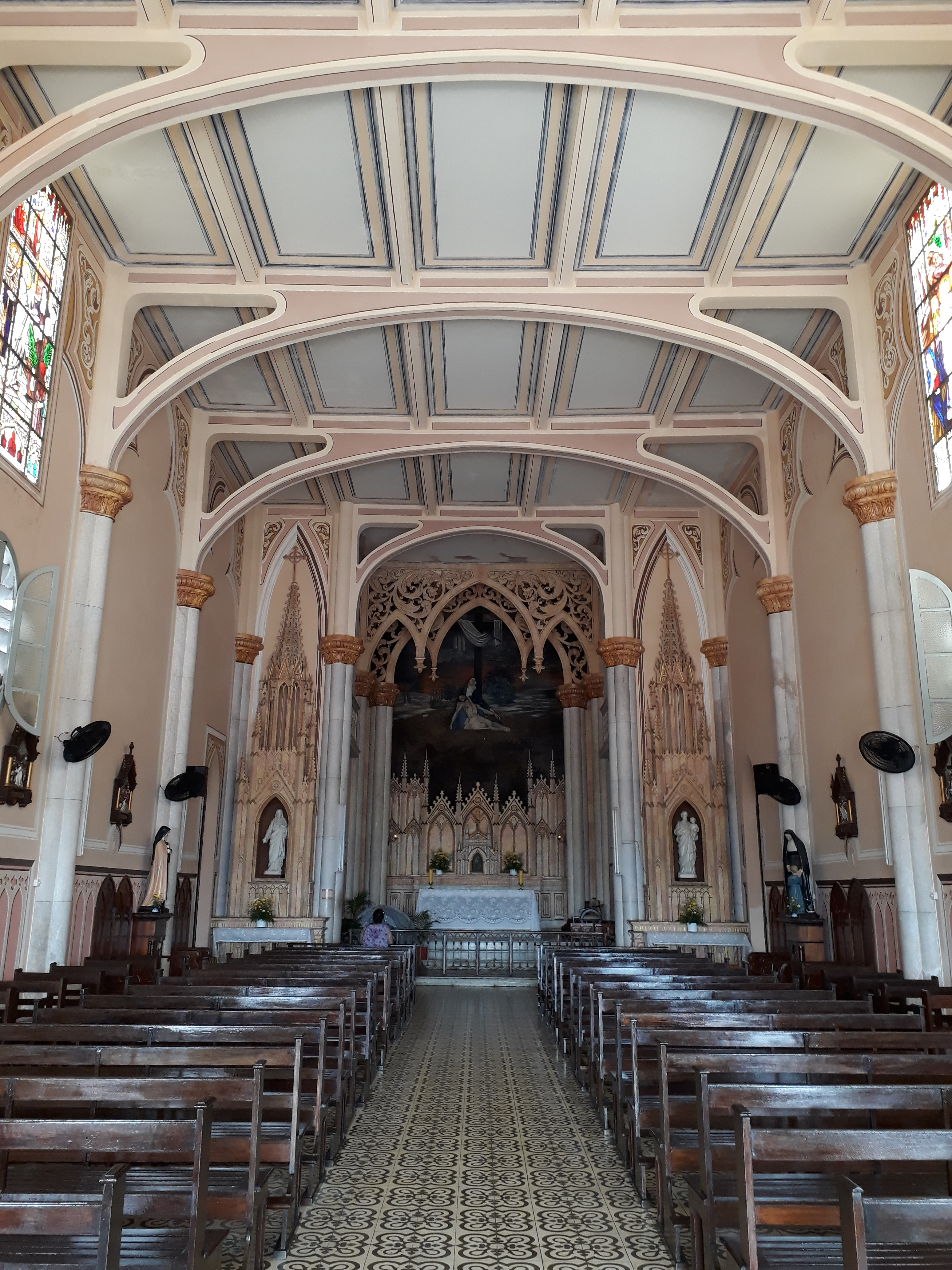
Interior da capela do Instituto Nossa Senhora da Piedade

O Instituto Nossa Senhora da Piedade é uma instituição educacional  sem fins lucrativos, pertencente a União Romana da Ordem de Santa Úrsula. O instituto foi fundado em 1916 na  cidade de Ilhéus, BA, por Madre Thaís do Sagrado Coração Paillart, que veio da França em 1915.

## História
As primeiras Ursulinas vindas dos Colégios Nossa Senhora das Mercês e Nossa Senhora Soledade, de Salvador, Bahia chegaram à Ilhéus em 21 de janeiro de 1916. As religiosas instalaram-se na residência episcopal, à rua Conselheiro Saraiva, atual Antônio Lavigne de Lemos.
A partir de 7 de fevereiro de 1916, este endereço também acolheu o colégio que  iniciou suas atividades com 17 alunas, sendo 1 interna, inscritas no curso elementar. O colégio das Ursulinas tinha com o objetivo atender as filhas da elite cacaueira.
Em 15 de julho de 1918, o colégio foi transferido para uma sede própria, parcialmente construída, no Alto das Quintas, atual Alto da Piedade. O terreno para a construção do colégio foi doado pelo bispo, que cedeu parte da área onde seria edificado o Palácio Episcopal.

## Conjunto Arquitetônico
O Instituto Nossa Senhora da Piedade apresenta uma imponente arquitetura com a frente principal em estilo gótico predominante integrado a um estilo eclético nas demais edificações que fazem parte do conjunto arquitetônico.
O projeto foi elaborado pelo arquiteto francês, Monsieur Saffray e executado por Salomão da Silveira, escultor e construtor, e com o mestre de obras Anésio Silva. O conjunto abrange uma área total de 75.000 m², composto de oito edifícios principais.

## Ensino
É uma instituição de ensino associada à UNESCO e com o Programa de Educação Global, contemplando intercâmbio de alunos e professores com escolas de outros países, visando uma visão mais ampla, de respeito e cidadania pelas diferenças culturais. Fazendo parte do Programa de Educação da UNESCO, incorpora em seus programas pedagógicos os temas sugeridos pela UNESCO, geralmente referentes à grandes problemas mundiais.

## Estrutura
Contempla convento, capela, museu, escola particular e escola pública em convênio com o estado da Bahia. Possui ginásio poliesportivo e piscina semiolímpica.

### Capela
Foi construída em estilo neogótico, consagrada em 31 de agosto de 1929. Entre as imagens que atraem a atenção de turistas brasileiros e estrangeiros estão a Pietá do Altar-Mor e o conjunto de quatorze peças da Via Sacra. Este último foi adquirido em 1929, de origem francesa e passou por restauração em 2016.

### Museu de Piedade
Fundado em junho de 1991, possui em seu acervo os móveis da época do convento/colégio, fotos da época além das imagens sacras. Entre os móveis estão cristaleiras cujos espelhos eram escondidos sob pinturas ou madeiras para que não estimulassem a vaidade das internas. Estão expostos também utensílios em louça, cristal e prata, baús vindos da França e pianos utilizados pelo instituto.
Em 2016, dezoito imagens sacras foram entregues restauradas ao museu pelo IPAC. Entre as obras restauradas, estavam as imagens das santas Joana D’Arc, Teresinha de Lisieux, Ângela e de Nossa Senhora da Piedade. Esta última imagem foi dada pelo casal Dona Anna e Rodolpho de Mello Vieira à madre Thaís quando a hospedaram em sua casa. A imagem de santa Joana D'Arc foi doação da família Decroocq (de Wormhoudt, da região Nord-pas-de-Calais na França) para Madre Tereza do Menino Jesus Decroocq, que chegou junto com Madre Thaís para fundar o instituto.